# 短蕊杜鹃
短蕊杜鹃（学名：Rhododendron microgynum）为杜鹃花科杜鹃花属下的一个种。

## 扩展阅读
- 維基物種上的相關：短蕊杜鹃